# Sim (Txeliàbinsk)
|  | Per a altres significats, vegeu «Sim». |

Sim - Сим (rus) és una ciutat de l'óblast de Txeliàbinsk, a Rússia.

## Geografia
Sim es troba a la vora del riu Sim, a 12 km al sud-est de Miniar, a 27 km a l'est d'Aixà, a 108 km a l'est d'Ufà i a 239 km a l'oest de Txeliàbinsk.

## Història
La fundació de Sim es remunta al 1759. Al començament era un centre siderúrgic construït al voltant de la fàbrica Simski Zavod. Després rebé l'estatus de possiólok (poble) el 1928, i finalment obtingué l'estatus de ciutat el 13 de novembre del 1942, quan fou reanomenada Sim.